# Argumento de la pobreza del estímulo
El argumento de la pobreza del estímulo (en inglés Poverty of Stimulus Argument o también, abreviadamente, PS argument) es el principal fundamento de la postura antiempírica (e, indirectamente, de la hipótesis innatista) adoptada por la gramática generativa en relación con el lenguaje humano. Su primera formulación está en el origen de la propia corriente generativista, en la reseña que Noam Chomsky realizó en 1959 del libro Verbal Behavior de B. F. Skinner, en la que rechazaba el behaviorismo como teoría válida para explicar la adquisición del lenguaje por parte de los niños.
El argumento expone el contraste que hay entre, por un lado, el tipo de datos accesibles por parte de los niños a la hora de aprender su lengua materna y, por otro, la competencia gramatical que terminan por alcanzar tras ese proceso de aprendizaje: la complejidad del conocimiento sobre su lengua de cualquier niño contrasta de forma evidente con la escasez e imperfección de los datos a los que ha tenido acceso. 
Específicamente, la pobreza del estímulo lingüístico al que está sometido el niño que está aprendiendo su lengua materna se materializa en lo siguiente:
- los datos que escucha contienen numerosos defectos, como es característico de la lengua oral: frases incompletas, lapsus, etc.;
- esos datos, igualmente, son muy limitados en tanto que se corresponden con contextos muy accidentales como corresponde al tipo de comunicación que se establece con un niño en sus dos o tres primeros años de vida;
- por el contrario, no todas las experiencias que vive el niño se ven correspondidas con los correspondientes datos lingüísticos que den cuenta de ellos, por lo que su estímulo a este respecto es parcial;
- no existen, o son muy limitadas, las evidencia negativas respecto a la validez gramatical de los datos que escucha;
- por otro lado, las posibilidades estructurales de las lenguas son de una riqueza y complejidad tales, que no puede ser aprendidas simplemente por medio de la percepción superficial de la de los demás.

Consecuentemente, el generativismo postula que la adquisición del lenguaje es guiada por algún tipo de dotación biológica en el niño antes que por propiedades concretas del estímulo lingüístico al que es expuesto. 

## Fuente bibliográfica
- Víctor M. Longa y Guillermo Lorenzo, "What about a (really) minimalist theory of language acquisition?", Linguistics, 46-3 (2008), págs. 541-570.

- Datos: Q5703786